# Gloria Alcorta
Gloria Alcorta Mansilla (n. Bayona, 30 de septiembre de 1915 - f. Buenos Aires, 25 de febrero de 2012)
fue una escritora franco-argentina, de origen francés, hija de padres argentinos.
Su primera obra fue un libro de poemas en francés titulado La prison de l'enfant publicada en el año 1935, que contó con un prefacio de Borges. Sus obras de teatro Visages y Le Seigneur de Saint Gor fueron premiadas en París, aunque su consagración se produjo en 1958 con la colección de relatos El hotel de la luna en donde mostró la decadencia de la oligarquía Bonaerense de la belle époque. Colaboró en diarios y revistas como las argentinas La Nación y Sur y la francesa Le Figaro. La crítica social al estilo de vida de la oligarquía que retrataba en su obra El hotel de la luna hizo que se enfrentara a Victoria Ocampo, que vio en dicho relato una ofensa a su persona, tras lo cual se le retirarían las ayudas económicas del Fondo Nacional de las Artes, dirigido de facto por Ocampo. La persecución hizo que no pudiera seguir con su carrera ni conseguir trabajar en otra editorial y la obligó a partir al exilio, debiendo cancelar todos los proyectos que la convocaban por un pedido expreso de Ocampo, quien instó al gobierno de facto de Pedro Eugenio Aramburu a proscribir a Alcorta.
En el terreno personal, Gloria era la hija menor del matrimonio del pintor Rodolfo Alcorta y de su mujer Rosa Mansilla Ortiz de Rozas. Es sobrina nieta de la escritora Eduarda Mansilla. Se casó con Alberto Girondo Uriburu,  hermano del poeta Oliverio Girondo, con quien tuvo cuatro hijos Juan, Marina, Cristina y Alberto.

## Otras publicaciones
- 1997. Travesías. Con Olga Orozco y Antonio Requeni. Edición ilustrada de Editorial Sudamericana, 193 pp. ISBN 950-07-1241-5

- 1980. La almohada negra. Novelistas contemporáneos. Editor Emecé, 238 pp.

- 1973. Homenaje a Borges: 1923-1973. Con Jorge Amado y Enrique Anderson Imbert. Editor La Nación, 6 pp.

- 1966. En la casa muerta. Colección "El Espejo". Editor Ed. Sudamericana, 205 pp.

- 1962. Noches de nadie. Editor	Editorial Sudamericana, 201 pp.

- 1951. Visages (rostros). Con Rafael Alberti. Editor Botella al Mar, 86 pp. Editions Pierre Seghers, Paris, 1952.